# Stazione di Gartz (Oder)
La stazione di Gartz (Oder) era una stazione ferroviaria tedesca, capolinea della ferrovia Tantow-Gartz. Serviva l'omonima città.